# Steam Awards
Die Steam Awards sind eine Preisverleihung der Online-Vertriebsplattform für Computerspiele und Software Steam. Dabei stimmen die Nutzer der Plattform ab. Im Gegensatz zu anderen Preisverleihungen werden nicht nur Spiele aus dem letzten Jahr nominiert. Nutzer mit Steam-Level 8 oder höher erhalten für jeden Tag, an dem sie bei den Steam-Awards abstimmen, eine Steam-Awards-Sammelkarte. Die ersten Steam Awards fanden Anfang 2017 für das Jahr 2016 statt. Die Gewinner wurden bei den ersten beiden Verleihungen jeweils am 3. Januar um 19 Uhr bekannt geben. Die Gewinner der Steam Awards 2018 wurden dagegen erst am 8. Februar 2019 um 19 Uhr im Rahmen eines Livestreams bekannt gegeben. Die Gewinner der Steam Awards 2019 wurden am 1. Januar 2020 bekanntgegeben, erstmals durften nur noch Spiele nominiert werden, die 2019 erschienen sind. Ausgenommen davon ist die Kategorie Werk der Liebe. Die Gewinner der Steam Awards 2020 und 2021 wurden wieder am 3. Januar des jeweiligen Jahres bekannt gegeben. Mit der Veröffentlichung des Steam Decks, wurde 2022 erstmalig die Kategorie „Bestes Spiel für Unterwegs“ eingeführt.

## Steam Awards 2016
| Kategorie                                                              | Gewinner                         | weitere Nominierungen                                                                     |
| ---------------------------------------------------------------------- | -------------------------------- | ----------------------------------------------------------------------------------------- |
| Schurke, der unbedingt eine Umarmung braucht                           | Portal 2                         | - Far Cry 3 - Far Cry 4 - Borderlands 2 - Dead by Daylight                                |
| Ich fand das Spiel schon cool, bevor es eine Auszeichnung gewonnen hat | Euro Truck Simulator 2           | - Unturned - Paladins - Starbound - Stardew Valley                                        |
| Test der Zeit                                                          | The Elder Scrolls V: Skyrim      | - Terraria - Age of Empires II - Team Fortress 2 - Sid Meier’s Civilization V             |
| Nur noch 5 Minuten länger                                              | Counter-Strike: Global Offensive | - Terraria - Rocket League - Sid Meier’s Civilization VI - Fallout 4                      |
| Boaaaahhhh Alter!                                                      | Grand Theft Auto V               | - Doom - Metal Gear Solid V: Ground Zeroes - The Witcher 3: Wild Hunt - BioShock Infinite |
| Spiel-im-Spiel                                                         | Grand Theft Auto V               | - The Stanley Parable - Tabletop Simulator - The Witcher 3: Wild Hunt - Garry’s Mod       |
| Ich weine nicht, ich hab' nur was im Auge                              | The Walking Dead                 | - Undertale - To the Moon - Life Is Strange - This War of Mine                            |
| Beste Verwendung eines Bauernhoftiers                                  | Goat Simulator                   | - Farming Simulator 2017 - Blood and Bacon - Ark: Survival Evolved - Stardew Valley       |
| Bumm Bumm                                                              | Doom                             | - Kerbal Space Program - Keep Talking and Nobody Explodes - Just Cause 3 - Broforce       |
| Hassliebe                                                              | Dark Souls III                   | - Darkest Dungeon - Geometry Dash - Dota 2 - Super Meat Boy                               |
| Zurücklehnen und entspannen                                            | Euro Truck Simulator 2           | - Viridi - Mini Metro - Cities: Skylines - ABZÛ                                           |
| Besser mit Freunden                                                    | Left 4 Dead 2                    | - Magicka - Golf with your Friends - Don’t Starve Together - Gang Beasts                  |

## Steam Awards 2017
| Kategorie                                                                                   | Gewinner                         | weitere Nominierungen |
| ------------------------------------------------------------------------------------------- | -------------------------------- | --- |
| Die Auswahl ist wichtig (Auswahlmöglichkeiten)                                              | The Witcher 3: Wild Hunt         | - Life Is Strange: Before the Storm - Dishonored 2: Das Vermächtnis der Maske - The Walking Dead Season 3 - Divinity: Original Sin 2 |
| Mamas Spaghetti (Freudefaktor)                                                              | PlayerUnknown’s Battlegrounds    | - Outlast 2 - The Evil Within 2 - Alien: Isolation - Resident Evil 7: Biohazard                                                      |
| Arbeit der Liebe (Kreativität bei der Spielgestaltung)                                      | Warframe                         | - Crusader Kings II - Titan Quest - Team Fortress 2 - Path of Exile                                                                  |
| Aussetzung der Ungläubigkeit (Absurdität)                                                   | Rocket League                    | - Goat Simulator - Wolfenstein II: The New Colossus - Saints Row IV - South Park: Die rektakuläre Zerreißprobe                       |
| Die Welt ist schlimm genug – lasst uns einfach miteinander auskommen (Ausgleich zum Alltag) | Stardew Valley                   | - ABZÛ - Slime Rancher - Cities: Skylines - To the Moon                                                                              |
| Keine Entschuldigung (Liebe zum Spiele)                                                     | The Witcher                      | - HuniePop - Gothic II - Rust - Mount & Blade: Warband                                                                               |
| Schwer zu beschreiben                                                                       | Garry’s Mod                      | - Antichamber - Pony Island - The Stanley Parable - Doki Doki Literature Club!                                                       |
| Mord rufen und des Krieges Hund’ entfesseln                                                 | Just Cause 3                     | - Broforce - Red Faction - Mittelerde: Schatten des Krieges - Total War: Warhammer II                                                |
| Sucht mich in meinen Träumen heim                                                           | Counter-Strike: Global Offensive | - Dota 2 - Factorio - Dark Souls III - Sid Meier’s Civilization VI                                                                   |
| Die Seele des Vitruvs                                                                       | Rise of the Tomb Raider          | - I am Bread - Bayonetta - Nier: Automata - Hellblade: Senua’s Sacrifice                                                             |
| Boaaaahhhh Alter! 2.0                                                                       | The Evil Within 2                | - Luna - CPU Invaders - Hotline Miami 2: Wrong Number - Antichamber                                                                  |
| Bester Soundtrack                                                                           | Cuphead                          | - Transistor - Crypt of the NecroDancer - Nier: Automata - Undertale                                                                 |
| Noch besser als erwartet                                                                    | Cuphead                          | - Hollow Knight - Sonic Mania - Assassin’s Creed Origins - Call of Duty: WWII                                                        |

## Steam Awards 2018
| Kategorie                                          | Gewinner                       | weitere Nominierungen |
| -------------------------------------------------- | ------------------------------ | --- |
| Spiel des Jahres                                   | PlayerUnknown’s Battlegrounds  | - Monster Hunter: World - Kingdom Come: Deliverance - Hitman 2 - Assassin’s Creed Odyssey                                                               |
| VR-Spiel des Jahres                                | The Elder Scrolls V: Skyrim VR | - VRChat - Beat Saber - Fallout 4 VR - Superhot VR |
| Arbeit der Liebe (Anhaltender Support und Updates) | Grand Theft Auto V             | - No Man’s Sky - Path of Exile - Dota 2 - Stardew Valley                                                                                                |
| Bester Entwickler                                  | CD Projekt Red                 | - Ubisoft - Bethesda - Rockstar Games - Digital Extremes - Square Enix - Capcom - Paradox Interactive - Bandai Namco Entertainment - Klei Entertainment |
| Beste Umgebung (Landschaft)                        | The Witcher 3: Wild Hunt       | - Subnautica - Shadow of the Tomb Raider - Far Cry 5 - Dark Souls III                                                                                   |
| Besser mit Freunden (Multiplayer)                  | Tom Clancy’s Rainbow Six Siege | - Payday 2 - Dead by Daylight - Counter-Strike: Global Offensive - Overcooked! 2                                                                        |
| Beste Alternativgeschichte                         | Assassin’s Creed Odyssey       | - Wolfenstein II: The New Colossus - Hearts of Iron IV - Sid Meier’s Civilization VI - Fallout 4                                                        |
| Größter Spaß mit einer Maschine                    | Rocket League                  | - Euro Truck Simulator 2 - Nier: Automata - Factorio - Space Engineers                                                                                  |

## Steam Awards 2019
| Kategorie                                    | Gewinner                  | weitere Nominierungen                                                                        |
| -------------------------------------------- | ------------------------- | -------------------------------------------------------------------------------------------- |
| Spiel des Jahres                             | Sekiro: Shadows die twice | - Resident Evil 2 - StarWars Jedi: Fallen Order - Destiny 2 - Devil May Cry 5                |
| VR-Spiel des Jahres                          | Beat Saber                | - Blade & Sorcery - Gorn - Borderlands 2 VR - Five Nights at Freddy’s: Help Wanted           |
| Werk der Liebe                               | Grand Theft Auto V        | - Warframe - Tom Clancy's Rainbow Six Siege - Counter-Strike: Global Offensive - Dota 2      |
| Besser mit Freunden                          | DayZ                      | - Risk of Rain 2 - Dota Underlords - Age of Empires II: Definitive Edition - Ring of Elysium |
| Innovativstes Gameplay                       | My Friend Pedro           | - Baba Is You - Slay the Spire - Oxygen Not Included - Planet Zoo                            |
| Herausragendes Spiel mit tiefgründiger Story | A Plague Tale: Innocence  | - Disco Elysium - Far Cry New Dawn - Gears 5 - GreedFall                                     |
| Bestes Spiel in dem Sie schlecht sind        | Mortal Kombat 11          | - Mordhau - Code Vein - Hunt: Showdown - Remnant: From the Ashes                             |
| Herausragender visueller Stil                | Gris                      | - Total War: Three Kingdoms - Astroneer - Katana ZERO - Subnautica: Below Zero               |

## Steam Awards 2020
| Kategorie                                     | Gewinner                         | Weitere Nominierungen                                                                     |
| --------------------------------------------- | -------------------------------- | ----------------------------------------------------------------------------------------- |
| Spiel des Jahres                              | Red Dead Redemption 2            | - Hades - Doom Eternal - Fall Guys: Ultimate Knockout - Death Stranding                   |
| VR-Spiel des Jahres                           | Half-Life: Alyx                  | - Phasmophobia - The Room VR: A Dark Matter - Thief Simulator VR - Star Wars: Squadrons   |
| Werk der Liebe                                | Counter-Strike: Global Offensive | - Among Us - Terraria - The Witcher 3: Wild Hunt - No Man’s Sky                           |
| Besser mit Freunden                           | Fall Guys: Ultimate Knockout     | - Sea of Thieves - Borderlands 3 - Deep Rock Galactic - Risk of Rain 2                    |
| Innovativstes Gameplay                        | Death Stranding                  | - Control - Superliminal - Noita - Teardown                                               |
| Herausragendes Spiele mit tiefgründiger Story | Red Dead Redemption 2            | - Detroit: Become Human - Mafia: Definitive Edition - Metro Exodus - Horizon Zero Dawn    |
| Bestes Spiel in dem Sie schlecht sind         | Apex Legends                     | - Crusader Kings III - Ghostrunner - FIFA 21 - GTFO                                       |
| Herausragender visueller Stil                 | Ori and the Will of the Wisps    | - Battlefield V - There Is No Game: Jam Edition 2015 - Marvel’s Avengers - Black Mesa     |
| Bester Soundtrack                             | Doom Eternal                     | - Halo – The Master Chief Collection - Helltaker - Need for Speed Heat - Persona 4 Golden |
| Zurücklehnen und Entspannen                   | Die Sims 4                       | - Microsoft Flight Simulator (2020) - Satisfactory - Untitled Goose Game - Factorio       |

## Steam Awards 2021
| Kategorie                                    | Gewinner                         | weitere Nominierungen                                                                                                   |
| -------------------------------------------- | -------------------------------- | --- |
| Spiel des Jahres                             | Resident Evil Village            | - Valheim - New World - Cyberpunk 2077 - Forza Horizon 5                                                                |
| VR-Spiel des Jahres                          | Cooking Simulator VR             | - Sniper Elite VR - Medal of Honor: Above and Beyond - I Expect You To Die 2 - Blair Witch VR                           |
| Werk der Liebe                               | Terraria                         | - Dota 2 - Rust - No Man’s Sky - Apex Legends                                                                           |
| Besser mit Freunden                          | It Takes Two                     | - Valheim - Back 4 Blood - Halo Infinite - Crab Game                                                                    |
| Herausragender visueller Stil                | Forza Horizon 5                  | - Psychonauts 2 - Subnautica: Below Zero - Little Nightmares II - Bright Memory: Infinite                               |
| Innovativstes Gameplay                       | Deathloop                        | - Inscryption - Twelve Minutes - Moncage - Loop Hero                                                                    |
| Das beste Spiel, in dem Sie schlecht sind    | Nioh 2 – The Complete Edition    | - World War Z: Aftermath - Naraka: Bladepoint - Age of Empires IV - Battlefield 2042                                    |
| Bester Soundtrack                            | Marvel’s Guardians of the Galaxy | - NieR Replicant - Persona 5 Strikers - Guilty Gear -Strives- - Demon Slayer -Kimetsu no Yaiba- The Hinokami Chronicles |
| Herausragendes Spiel mit tiefgründiger Story | Cyberpunk 2077                   | - Life is Strange: True Colors - Resident Evil Village - Days Gone - Mass Effect Legendary Edition                      |
| Zurücklehnen und Entspannen                  | Landwirtschafts-Simulator 22     | - Unpacking - Potion Craft - Townscaper - Dorfromantik                                                                  |

## Steam Awards 2022
| Kategorie                                    | Gewinner                            | Weitere Nominierungen |
| -------------------------------------------- | ----------------------------------- | --- |
| Spiel des Jahres                             | Elden Ring                          | - Dying Light 2: Stay Human - Stray - God of War - Call of Duty: Modern Warfare II                                                      |
| VR-Spiel des Jahres                          | Hitman 3                            | - Bonelab - Green Hell VR - Among Us VR - Inside the Backrooms                                                                          |
| Werk der Liebe                               | Cyberpunk 2077                      | - Dota 2 - Project Zomboid - No Man’s Sky - Deep Rock Galactic                                                                          |
| Besser mit Freunden                          | Raft                                | - Ready or Not - Monster Hunter: Rise - Multiversum - Call of Duty: Modern Warfare II                                                   |
| Herausragender visueller Stil                | Marvel’s Spider-Man: Miles Morales  | - Scorn - Bendy and the dark Revival - Cult of the Lamb - Kena: Bridge of Spirits                                                       |
| Innovativstes Gameplay                       | Stray                               | - Mount & Blade II: Bannerlord - Teardown - Neon White - Dome Keeper                                                                    |
| Das beste Spiel, in dem Sie schlecht sind    | Elden Ring                          | - GTFO - Victoria 3 - Total War: Warhammer III - FIFA 23                                                                                |
| Bester Soundtrack                            | Final Fantasy VII Remake Intergrade | - Metal: Hellsinger - Sonic Frontiers - Persona 5 Royal - Hatsune Miku: Project DIVA Mega Mix+                                          |
| Herausragendes Spiel mit tiefgründiger Story | God of War                          | - A Plague Tale: Requiem - Uncharted: Legacy of Thieves Collection - The Stanley Parable: Ultra Deluxe - Marvel’s Spider-Man Remastered |
| Zurücklehnen und Entspannen                  | Lego Star Wars: Die Skywalker Saga  | - Power Wash Simulator - Disney Dreamlight Valley - Dorfromantik - Slime Rancher 2                                                      |
| Bestes Spiel für Unterwegs                   | Death Stranding Director’s Cut      | - Yu-Gi-Oh! Master Duel - Vampire Survivors - Brotato - Marvel Snap                                                                     |

## Steam Awards 2023
| Kategorie                                    | Gewinner              | Weitere Nominierungen                                                                       |
| -------------------------------------------- | --------------------- | ------------------------------------------------------------------------------------------- |
| Spiel des Jahres                             | Baldur’s Gate 3       | - Hogwarts Legacy - EA Sports FC 24 - Lethal Company - Resident Evil 4 (2023)               |
| VR-Spiel des Jahres                          | Labyrinthine          | - F1 23 - Ghosts of Tabor - Gorilla Tag - I expect you to die 3                             |
| Werk der Liebe                               | Red Dead Redemption 2 | - Deep Rock Galactic - Rust - Dota 2 - Apex Legends                                         |
| Bestes Spiel auf dem Steam Deck              | Hogwarts Legacy       | - Diablo IV - Brotato - Dredge - The Outlast Trials                                         |
| Besser mit Freunden                          | Lethal Company        | - Sunkenland - Party Animal - Darktide - Sons of the Forest                                 |
| Herausragender visueller Stil                | Atomic Heart          | - Cocoon - Darkest Dungeon - Inward - High on Life                                          |
| Innovativstes Gameplay                       | Starfield             | - Remnant: From the Ashes - Your only move is Hustle - Shadows of Doubt - Contraband Police |
| Das beste Spiel, in dem Sie schlecht sind    | Sifu                  | - Overwatch 2 - EA Sports FC 24 - Lords of the Fallen (2023) - Street Fighter VI            |
| Bester Soundtrack                            | The Last of Us Part I | - Persona 5 Tactica - Hi-Fi Rush - Pizza Tower - Chants of Sennaat                          |
| Herausragendes Spiel mit tiefgründiger Story | Baldur’s Gate 3       | - Love Is All Around - Resident Evil 4 (2023) - Lies of P - Star Wars Jedi: Survivors       |
| Zurücklehnen und Entspannen                  | Dave the Diver        | - Train Sim World 4 - Coral Island - Cities: Skylines II - Potion Craft                     |

## Steam Awards 2024
| Kategorie                                    | Gewinner             | Weitere Nominierungen                                                                                          |
| -------------------------------------------- | -------------------- | --- |
| Spiel des Jahres                             | Black Myth: Wukong   | - Warhammer 40.000: Space Marine 2 - S.T.A.L.K.E.R. 2: Heart of Chornobyl - Balatro - Helldivers 2             |
| VR-Spiel des Jahres                          | Metro Awakening      | - Blade and Sorcery - Davigo - Five Nights at Freddy's: Help Wanted 2 - Maestro                                |
| Werk der Liebe                               | Elden Ring           | - Dota 2 - No Man’s Sky - Stardew Valley - Baldur’s Gate 3                                                     |
| Bestes Spiel auf dem Steam Deck              | God of War Ragnarök  | - Hades II - Warhammer 40,000: Rogue Trader - Deep Rock Galactic: Survivor - Balatro                           |
| Besser mit Freunden                          | Helldivers 2         | - Satisfactory - Sons of the Forest - Palworld - Warhammer 40.000: Space Marine 2                              |
| Herausragender visueller Stil                | Silent Hill 2        | - Hades II - Nine Sols - Neva - Metaphor: ReFantazio                                                           |
| Innovativstes Gameplay                       | Liar's Bar           | - Satisfactory - Helldivers 2 - S.T.A.L.K.E.R. 2: Heart of Chornobyl - Balatro                                 |
| Das beste Spiel, in dem Sie schlecht sind    | Black Myth: Wukong   | - Tekken 8 - Dragon Ball: Sparking! Zero - The Finals - Ghost of Tsushima (Director's Cut)                     |
| Bester Soundtrack                            | Red Dead Redemption  | - Frostpunk 2 - Silent Hill 2 - Fate/stay night (Remaster) - Horizon Forbidden West                            |
| Herausragendes Spiel mit tiefgründiger Story | Black Myth: Wukong   | - S.T.A.L.K.E.R. 2: Heart of Chornobyl - Ghost of Tsushima (Director's Cut) - Mouthwashing - Final Fantasy XVI |
| Zurücklehnen und Entspannen                  | Farming Simulator 25 | - House Flipper 2 - Tiny Glade - TCG Card Shop Simulator - Webfishing                                          |
| Quelle:                                      |                      | |